# Kováts István (író)
Kováts István szlovénül Števan Kovatš (Lébény, 1866. január 25. – Muraszombat, 1945. december 1.) magyar evangélikus lelkész, esperes, történész, író. Elsősorban vend nyelven írt.
Mosonban született és Sopronban, az evangélikus líceumban tanult, ahol később teológiát hallgatott. Végül Németországba, a jénai egyetemre került és itt is fejezte be tanulmányait. Felszentelése után, 1889. szeptember 29-én Téten volt káplán, egy Horváth Sámuel nevű lelkész mellett, 1891-ben Hetyey Mórnál Csikvándon.

A Vendvidékre (a muravidéki részre) 1892. március 12-én került és Muraszombatban lett állandó lelkész, ahol megtanult vendül és ötvenkét éven át szolgálta egyházközségét.
Több évig volt a Muravidéki Bank elnöke, 1922-ben megválasztották a murai evangélikus egyházi gyülekezet seniorjává, mely tisztséget 1941-ig töltötte be, utána haláláig tiszteletbeli senior volt.

Itteni érdemeihez tartozik a muraszombati evangélikus templom felépülése és a mellette levő épület komplexus. Ugyancsak a nevéhez fűződik az evangélikus diákotthon működése és az egyházközségi női társulat megalakulása.

Az evangélikus iskolában főleg hittant tanított.
Irodalmi tevékenységéhez fűződik az egyházközség történetének megírása és közreműködése az Evangeličanski kalendar-ban (Evangélikus kalendárium), azonkívül a Düševni list c. lapban.

## Műve
- Zgodovina Mursko-soboške evangeličanske gmajne, Evangeličanski kalendar, 1940.